# Museo diocesano (Sant'Agata de' Goti)
Il museo diocesano di Sant'Agata de' Goti conserva i reperti di arte sacra provenienti dalla diocesi di Cerreto Sannita-Telese-Sant'Agata de' Goti.
L'idea di creare un museo diocesano a Sant'Agata de' Goti nacque negli anni '70 anche se i primi lavori di adattamento vennero interrotti a causa del terremoto dell'Irpinia del 1980. Nel 1993 il vescovo Mario Paciello propose nuovamente l'istituzione del museo che venne inaugurato il 27 settembre 1996 dall'allora cardinale Joseph Ratzinger.

## Collezioni
Le collezioni sono esposte in due diverse sezioni: la sezione museale, contenente reperti archeologici ed artistici, e la sezione dei luoghi alfonsiani che custodisce oggetti che ricordano gli anni in cui Sant'Alfonso Maria de Liguori fu vescovo della città.

### Sezione museale
La sezione museale è ubicata presso la chiesa della Madonna del Carmine nella piazzetta omonima. Vi sono conservati diversi reperti anche molto antichi come una lastra paleocristina del V-VI secolo ed una lastra tombale dell'abate Antonio di Tramonto del 1361. Tra i dipinti esposti è presente una Pietà tardogotica attribuita a Silvestro Buono, una cacciata di Agar e Ismaele ed una Annunciazione del Giaquinto.

### Sezione luoghi alfonsiani
La sezione dei luoghi alfonsiani è ubicata presso un'ala del palazzo vescovile in piazza Umberto I. Il percorso museale si articola nel cortile interno (dove è sito un lapidario) e negli ambienti che furono abitati da Sant'Alfonso. Vi sono conservati: un affresco staccato del Calise raffigurante la obbedienza del clero al vescovo (1614), la povera sedia episcopale usata dal santo quando dava udienza, alcuni trattati ed i testi dei processi di beatificazione e canonizzazione.